# Liassine Cadamuro
Liassine Cadamuro-Bentaïba (en arabe : لياسين كادامورو بن طيبة), né le 5 mars 1988 à Toulouse, est un footballeur international algérien qui évolue au poste de défenseur.
Il compte 15 sélections en équipe nationale depuis 2012. Il est marié à la footballeuse internationale française Louisa Necib.

## Biographie
Né à Toulouse, Liassine Cadamuro-Bentaïba possède les deux nationalités algérienne et française. Son père est italien et sa mère algérienne, de Bou Ismaïl (Wilaya de Tipaza, à une quarantaine de kilomètres d'Alger).

### En club
Élevé et faisant ses débuts à Saint-Jory près de Toulouse, Liassine Cadamuro poursuit sa formation au Blagnac FC puis à l'US Colomiers. Sélectionné avec l'équipe de la Ligue de Midi-Pyrénées en 2003, il dispute la Coupe nationale des 14 ans, durant laquelle il attire l'oeil du FC Sochaux. Il rejoint alors le centre de formation du FC Sochaux-Montbéliard à l'âge de 15 ans. Le club franc-comtois ne lui ayant proposé qu'un contrat professionnel d'un an à l'issue de la saison 2007-2008, il signe à la Real Sociedad.
Après avoir passé trois saisons avec l'équipe réserve du club espagnol, il est promu en équipe première et participe à son premier match comme professionnel le 10 septembre 2011 face au FC Barcelone (2-2). L'entraîneur français Philippe Montanier est alors aux commandes de l'équipe.
Le 20 août 2013, à l'occasion du retour de son club sur la scène européenne, Liassine Cadamuro profite de la blessure de Mikel González, habituel titulaire en charnière centrale au côté d'Íñigo Martínez, et est titulaire lors des barrages de la Ligue des Champions, face à l'Olympique lyonnais, à Gerland (0-2). Il se qualifie une semaine plus tard pour la phase finale de la compétition.
Lors du mercato d'hiver 2013-2014, Cadamuro, qui a besoin de temps de jeu en vue de la Coupe du monde au Brésil, est prêté jusqu'à la fin de la saison au RCD Majorque, qui évolue en deuxième division espagnole.
Après avoir rompu son contrat avec la Real Sociedad à l'été 2015, Liassine Cadamuro cherche à rebondir ailleurs. Il passe notamment des tests — non concluants — avec le Standard de Liège, pensionnaire de la première division belge ; il fait de même avec le Servette de Genève, qui n'évolue qu'en troisième division suisse, mais avec plus de succès : il signe pour six mois avec deux ans supplémentaires en cas de promotion, le club étant premier à égalité de points à son arrivée. En fin de saison, le club est effectivement promu en Challenge League (D2).
En août 2017, Liassine Cadamuro quitte le Servette Genève et s'engage pour un an avec le Nîmes Olympique, qui évolue en Ligue 2.
Le 22 août 2018 et après des essais, Liassine signe un contrat avec le club espagnol de Tarragone pour une durée de deux ans.

### En sélection
Il participe à un stage avec l'équipe de France des moins de 18 ans en février 2006, au CTNFS de Clairefontaine, aux côtés d'Anthony Modeste et Étienne Capoue. 

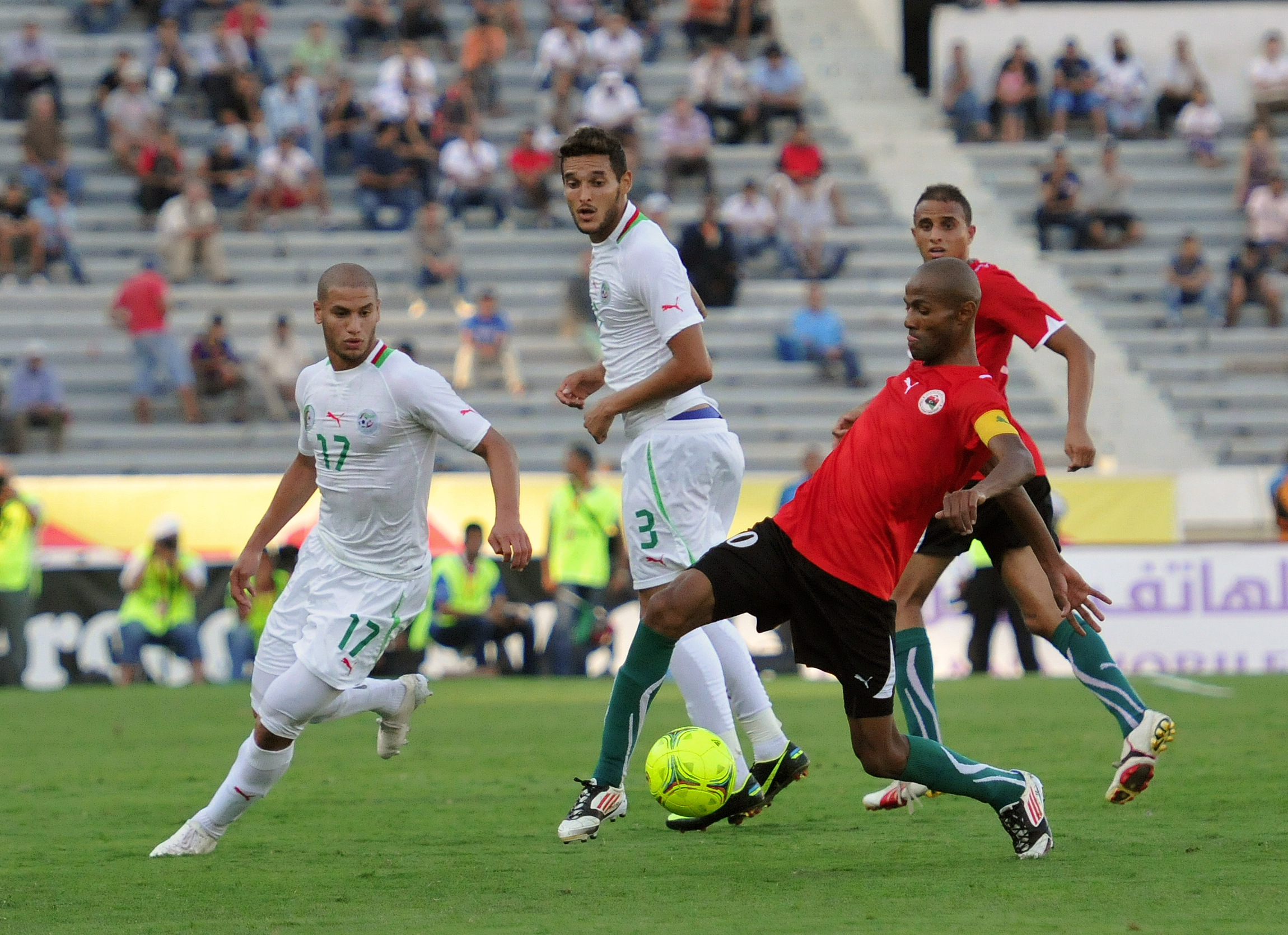
Cadamuro (numéro 3) avec l'équipe d'Algérie de football face à la Libye en 2012.

Convoqué pour la première fois en sélection algérienne en février 2012, Cadamuro honore sa première sélection le 29 mars face à la Gambie (victoire 2-1).
Il évolue en sélection algérienne au poste de latéral droit.
Il est appelé par le sélectionneur de l'équipe algérienne Vahid Halilhodžić pour disputer la coupe d'Afrique des nations 2013 en Afrique du Sud.
Liassine Cadamuro fait également partie du groupe algérien pour la Coupe du monde 2014 au Brésil. Alors qu'il est titulaire lors des matches de préparation, le sélectionneur ne le fait finalement pas entrer lors des matches de poule, qui voient l'Algérie se qualifier pour la première fois pour une phase finale de coupe du monde. Cependant, et sans être entré en jeu, il prend un carton jaune lors du troisième match, choisissant de perdre du temps dans les arrêts de jeu afin d'empêcher les Russes de continuer leur pression et de se qualifier à leur place. L'Algérie sera finalement éliminée en huitièmes de finale contre l'Allemagne (2-1 a.p.), sans que Cadamuro ait joué une seule minute de la compétition.
Après le mondial, en vue de la CAN 2015, l'équipe d'Algérie change d'entraîneur et Cadamuro continue à être convoqué : il fait partie de la liste élargie de 30 joueurs préétablie par l’entraîneur Christian Gourcuff. À la suite du forfait de Belkalem, le joueur figure dans la liste finale des 23 avec le numéro 4.
À l'occasion du dernier match des éliminatoires de la CAN 2015 au Mali, il participe comme milieu de terrain mais ne se met pas en évidence. 
En match préparatif face à la Tunisie, Cadamuro commence le match et réussit à marquer l'unique but de l'Algérie, mais se fait expulser juste après, à la suite d'une intervention lors d'une contre-attaque tunisienne (match terminé par un nul 1-1).

### Vie privée
En juin 2016, Liassine Cadamuro se marie avec la footballeuse internationale française Louisa Necib,.

## Statistiques
| Saison                | Club                     | Championnat           | Championnat | Championnat | Coupe(s) nationale(s) | Coupe(s) nationale(s) | Compétition(s) continentale(s) | Compétition(s) continentale(s) | Compétition(s) continentale(s) | Algérie | Algérie | Total | Total |
| Saison                | Club                     | Division              | M.          | B.          | M.                    | B.                    | Comp.                          | M.                             | B.                             | M.      | B.      | M.    | B.    |
| 2008-2009             | Real Sociedad B          | Segunda División B    | 27          | 0           | -                     | -                     | -                              | -                              | -                              | -       | -       | 27    | 0     |
| 2009-2010             | Real Sociedad B          | Tercera División      | 29          | 1           | -                     | -                     | -                              | -                              | -                              | -       | -       | 29    | 1     |
| 2010-2011             | Real Sociedad B          | Segunda División B    | 24          | 2           | -                     | -                     | -                              | -                              | -                              | -       | -       | 24    | 2     |
| 2011-2012             | Real Sociedad            | Liga BBVA             | 19          | 0           | 2                     | 0                     | -                              | -                              | -                              | 1       | 0       | 22    | 0     |
| 2012-2013             | Real Sociedad            | Liga BBVA             | 4           | 0           | -                     | -                     | -                              | -                              | -                              | 4       | 0       | 8     | 0     |
| 2013-2014             | Real Sociedad            | Liga BBVA             | 4           | 0           | 2                     | 0                     | C1                             | 2                              | 0                              | -       | -       | 8     | 0     |
| 2013-2014             | RCD Majorque (prêt)      | Liga Adelante         | 8           | 0           | -                     | -                     | -                              | -                              | -                              | 2       | 0       | 10    | 0     |
| 2014-2015             | Osasuna Pampelune (prêt) | Liga Adelante         | 15          | 0           | 1                     | 0                     | -                              | -                              | -                              | 2       | 1       | 18    | 1     |
| 2015-2016             | Servette Genève          | Promotion League      | 8           | 5           | -                     | -                     | -                              | -                              | -                              | -       | -       | 8     | 5     |
| 2016-2017             | Servette Genève          | Challenge League      | 30          | 4           | 1                     | 0                     | -                              | -                              | -                              | 3       | 0       | 34    | 4     |
| 2017-2018             | Servette Genève          | Challenge League      | 1           | 0           | -                     | -                     | -                              | -                              | -                              | 3       | 0       | 4     | 0     |
| 2017-2018             | Nîmes Olympique          | Ligue 2               | 17          | 1           | 2                     | 0                     | -                              | -                              | -                              | -       | -       | 19    | 1     |
| 2018-2019             | Gimnàstic de Tarragone   | LaLiga 2              | 9           | 0           | 1                     | 0                     | -                              | -                              | -                              | -       | -       | 10    | 0     |
| Total sur la carrière | Total sur la carrière    | Total sur la carrière | 195         | 13          | 9                     | 0                     | -                              | 2                              | 0                              | 15      | 1       | 221   | 14    |

### Matchs internationaux
Le tableau suivant liste les rencontres de l'équipe d'Algérie dans lesquelles Liassine Cadamuro a été sélectionné depuis le 29 février 2012 jusqu'à présent.

### Buts internationaux
| # | Date            | Sélection | Lieu                   | Adversaire | Score | Résultat | Compétition  |
| - | --------------- | --------- | ---------------------- | ---------- | ----- | -------- | ------------ |
| 1 | 11 janvier 2015 | 9         | Stade olympique, Radès | Tunisie    | 0 - 1 | 1 - 1    | Match amical |

## Palmarès
- Vainqueur  de la Coupe Gambardella 2007 avec FC Sochaux [17]